# Pseudaugochlora flammula
Pseudaugochlora flammula är en biart som beskrevs av E. A. B. Almeida 2008. Pseudaugochlora flammula ingår i släktet Pseudaugochlora och familjen vägbin. Inga underarter finns listade i Catalogue of Life.